# Woda gorzka
Woda gorzka – woda zawierająca rozpuszczone sole magnezu, głównie siarczan magnezu, MgSO4, o zwyczajowej nazwie sól gorzka. 
Woda Gorzka Janos (Hunyadi János) zawiera także sól glauberską.   